# Propriété Schranz
La propriété Schranz est un monument historique situé à Strasbourg, dans le département français du Bas-Rhin.

## Localisation
Ce bâtiment est situé au 9, rue des Sarcelles à Strasbourg.

## Historique
L'édifice fait l'objet d'un classement au titre des monuments historiques depuis 1992.
L'édifice fait l'objet d'une inscription au titre des monuments historiques depuis 1992.